# Maria Lindström (kaféinnehavare)

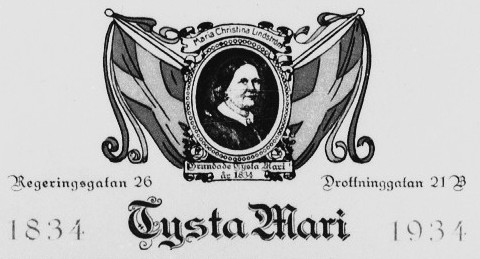
Tysta Maris matsedel med Maria Christina Lindströms porträtt 1934.

Maria Christina Lindström, född 2 juli 1806 i Lindesbergs landsförsamling, Örebro län, död 28 mars 1895 i Jakob och Johannes församling, Stockholm, var en svensk kaféinnehavare, grundare av Tysta Mari i Stockholm.

## Biografi
Lindström hade i unga år kommit från landsorten till Stockholm där hon fick anställning som uppasserska vid Bianchinis schweizeri på Storkyrkobrinken i Gamla stan. Här fick hon idén att öppna ett kafé för enbart damer. År 1834 grundade hon det första damkaféet i Stockholm kallt Tysta Mari belägen i korsningen Drottninggatan och Jakobsgatan. "Damerna blevo från början förtjusta i stället", skrev Svenska Dagbladet i samband med Tysta Maris 100-årsjubileum. Snart hittade även herrar till stället och det dröjde inte länge förrän kaféet fick en stor publik.
Namnet Tysta Mari var från början ett smeknamn som Lindström fick på grund av sitt diskreta sätt att driva kaféet på. Det hindrade henne dock inte från att sätta upp en skylt utanför kaféet med namnet Tysta Mari, ett namn som kaféet behöll tills det stängdes 1954 då dess dåvarande lokal i Kronprinsens stall revs i samband med Norrmalmsregleringen. Lindström ska ha skapat en atmosfär av "hygglig stillhet" i sitt kafé.
Hon överlät år 1857 sin verksamhet till en kusin, Elise Granberg, som i sin tur år 1879 lämnade den vidare till systrarna Amalia och Mina Dammberg, som alla skötte kaféet på samma sätt som Lindström. Efter sin pensionering ska hon ha fortsatt ett tyst och fridfullt liv; då hon var över 80 år ska hon enligt samtida vittnen fortfarande ha sett ut som 50, varit frisk och älskvärd och "med samma fina behagliga väsen som i unga år".
Tysta Mari har lämnat spår i form av gångvägen Tysta Marigången som binder samman Klara Västra kyrkogata med Tegelbacken. Sedan 1974 finns det också ett kafé och restaurang i Östermalmshallen som är en del av butiks- och restaurangkoncernen Melanders fisk.